# Jean Cau
Jean Cau (n. 8 iulie 1925, Bram, Languedoc-Roussillon, Franța – d. 18 iunie 1993, Paris, Île-de-France, Franța) a fost un scriitor și jurnalist francez care a câștigat Premiul Goncourt în 1961 pentru romanul La pitié de Dieu.
Născut în Bram, Aude, a fost secretar al lui Jean-Paul Sartre, după care a fost jurnalist și reporter pentru L'Express, Le Figaro și Paris Match. În 1961, i s-a acordat Premiul Goncourt pentru La pitié de Dieu.
Începând cu anii 1970, el s-a apropiat de GRECE, iar scrierile sale s-au infuzat cu un neopaganism care venera soarele. Jacques Marlaud i-a dedicat lui Cau un întreg capitol în studiul său despre păgânismul literar și filosofic contemporan.